# ERMAP
ERMAP‏ (Erythroblast membrane associated protein (Scianna blood group)) هوَ بروتين يُشَفر بواسطة جين ERMAP في الإنسان.